# 格雷夫斯冰原島峰
86°43′S 141°30′W / 86.717°S 141.500°W
格雷夫斯冰原島峰（英語：Graves Nunataks）是南極洲的冰原島峰，位於瑪麗伯德地，處於比爾德峰東南面26公里，屬於毛德王后山脈的一部分，美國地質調查局根據測量和該國海軍的空中照片繪入地圖，現時由南極條約體系管理。